# Maerua homblei
Maerua homblei är en kaprisväxtart som beskrevs av De Wild. Maerua homblei ingår i släktet Maerua och familjen kaprisväxter. Inga underarter finns listade i Catalogue of Life.